# Guillaume Delorme
Pour les articles homonymes, voir Delorme.
Guillaume Delorme, né le 31 mai 1978, est un acteur et animateur de télévision français. Il est surtout connu pour avoir joué dans les séries La Vie devant nous, Sœur Thérèse.com et Plus belle la vie.

## Biographie
Au premier semestre 2001, il a coanimé une émission de dating de jeunes intitulée Premier rendez-vous avec Aude Charlon, tous les mercredis vers 17 heures sur France 2. Il quittera l'émission à la rentrée 2001, laissant seule Aude à la présentation.
Dans la série La Vie devant nous, il joue le rôle de Barthélémy. Il a ensuite joué, en 2002, dans Dock 13, une autre série télévisée dans laquelle il joue le rôle d'Antoine, fils de François interprété par Patrick Raynal.
En 2005, il remplace Aurélien Wiik dans la pièce de théâtre Les Amazones, accompagné de Chantal Ladesou, Sonia Dubois, Fiona Gélin et Olivier Bénard.
Guillaume Delorme apparaît dans de nombreuses séries télévisées le temps d'un épisode mais joue le rôle récurrent de Brice Malory, un lieutenant du capitaine Gérard Bonaventure, dans la série française Sœur Thérèse.com à partir de l'épisode 12 diffusé en septembre 2007 jusqu'à la fin de la série en 2011.
En 2008, il joue le rôle de Enrique Marquès dans une comédie dramatique d'Isabelle Doval, Un château en Espagne et en 2009, celui d'Alain Delon dans le téléfilm allemand Romy.
En 2008-2009, il joue le rôle  d'Alex dans la série de TF1 La vie est à nous.
Il incarne Hadrien Walter dans Plus belle la vie, sur France 3, depuis 2019.

## Théâtre
- 2005 : Les Amazones de Jean-Marie Chevret, mise en scène Jean-Pierre Dravel et Olivier Macé, Théâtre des Bouffes-Parisiens.

## Filmographie

### Cinéma
- 2008 : Un château en Espagne de Isabelle Doval : Enrique Marquès
- 2011 : En attendant Longwood de Thomas Griffet : Gaspard Gourgaud
- 2016 : Adopte un veuf de François Desagnat : Seb

### Télévision

#### Téléfilms
- 2006 : Aller-retour dans la journée de Pierre Sisser : Julien
- 2009 : Romy Schneider de Torsten C. Fischer (TV) : Alain Delon
- 2010 : Demain je me marie de Vincent Giovanni : Yannick

#### Séries télévisées
- 2002 - 2006 : La Vie devant nous : Barthélémy « Barthe » Berger
- 2003 : Dock 13 : Antoine
- 2004 : Maigret (saison 13 - épisode 4) : Guillaume
- 2005 : Julie Lescaut (épisode 1 saison 14, Mission spéciale de Bernard Uzan) : Robin Curtis
- 2006 : Commissaire Valence (saison 4 - épisode 3) : Franck Bessuielle
- 2007 : Louis la Brocante (saison 10 - épisode 4) : Damien
- 2007 - 2011 : Sœur Thérèse.com : Brice Malory
- 2008 : La vie est à nous : Alex
- 2009 : La vie est à nous : Alex
- 2010 : Section de recherches (saison 5 - épisode 7 Hors-jeu) : Bruno Tardieu
- 2011 : Joséphine, ange gardien (épisode Yasmina de Sylvie Ayme) : Guillaume Devigny
- 2019 : Plus belle la vie : Hadrien Walter
- 2019 : Tahiti PK.0 : Félix Kleber
- 2022 - 2024 : Un si grand soleil : Dr. Evan Cresson
- 2025 : La Stagiaire, (saison 10, épisode 3 : Amour fantôme) : Vincent Larcher

#### Clip
- 2019 : clip de la chanson Balance ton quoi d'Angèle

### Jeux Vidéo
- 2025 : Lost Records : Bloom and Rage : Corey Litchfield (doublage français)

## Émission de télévision
- 2001 : Premier rendez-vous : coanimation avec Aude Charlon (France 2)